# Live in Gdańsk
Live in Gdańsk es el primer álbum en vivo del Músico británico David Gilmour, lanzado al mercado el 22 de septiembre de 2008 por EMI. Fue editada en CD y DVD. Fue grabada el 26 de febrero de 2006, último concierto de la gira de su álbum "On an Island", desarrollado en la ciudad de Gdańsk ante una audiencia de aproximadamente 50.000 personas.
Contiene versiones (2CD, 2CD+DVD, 2CD+2DVD, 3CD+2DVD y 5 LP) una primera parte donde Gilmour interpreta su último álbum On an Island y una segunda donde exclusivamente toca temas de su época en Pink Floyd. Entre sus acompañantes encontramos nombres como Dick Parry, Phil Manzanera y el teclista y compositor de Pink Floyd, Richard Wright.

## Lista de canciones

### Disco 1
1. “Speak to Me” (1:23)
2. “Breathe” (2:49)
3. “Time” (5:38)
4. “Breathe (Reprise)” (1:32)
5. “Castellorizon” (3:47)
6. “On an Island” (7:26)
7. “The Blue” (6:39)
8. “Red Sky at Night” (3:03)
9. “This Heaven” (4:33)
10. “Then I Close My Eyes” (7:42)
11. “Smile” (4:26)
12. “Take a Breath” (6:47)
13. “A Pocketful of Stones” (5:41)
14. “Where We Start” (8:01)

### Disco 2
1. “Shine On You Crazy Diamond” (12:07)
2. “Astronomy Domine” (5:02)
3. “Fat Old Sun” (6:40)
4. “High Hopes” (9:57)
5. “Echoes” (25:26)
6. “Wish You Were Here” (5:15)
7. “A Great Day for Freedom” (5:56)
8. “Comfortably Numb” (9:22)